# Гафиатуллин, Сулейман Халилович
Сулейма́н Хали́лович Гафиату́ллин (тат. Сөләйман Хәлил улы Гафиятуллин; 1905, Чистополь — 1 мая 1983) — советский и татарский политик, председатель Совета Народных Комиссаров Татарской АССР (1940—1943).

## Биография
С 1922 года, окончив педагогический техникум в Екатеринбурге, работал в Чистопольской городской пожарной команде, пожарным инструктором Арского кантона, старшим инспектором Управления пожарной охраны (Казань), начальником пожарной охраны завода № 124 (Казань). В 1930 году вступил в ВКП(б).
С 1938 года — на партийной работе: секретарь Ленинского райкома ВКП(б) (Казань), с 1939 — секретарь Татарского обкома ВКП(б) по кадрам.
С 1940 года занимал государственные должности:
- 1940—1943 — председатель Совета Народных Комиссаров Татарской АССР;

Во время войны исполнял обязанности председателя Совета обороны Татарской АССР; один из первых его приказов — о строительстве Укрепрайона ТАССР; организовывал размещение в городах и районах республики эвакуированного гражданского населения, приём и развёртывание эвакуированных в Татарстан оборонных предприятий и учреждений Академии наук СССР. Был ответственным за установку в Татарстане ядерного ускорителя.
- 1943—1945 — слушатель Высшей школы партийных организаторов при ЦК ВКП(б);

- 1945—1946 — народный комиссар / министр зерновых и животноводческих совхозов Казахской ССР;
- сентябрь 1946 — январь 1948 — председатель исполнительного комитета Восточно-Казахстанской области;
- январь 1948—1952 — председатель исполнительного комитета Западно-Казахстанской области;
- 1952—1953 — начальник Главного управления по делам сельского и колхозного строительства при Совете Министров Казахской ССР;
- 1953—1954 — начальник Главного управления материально-технического снабжения Министерства совхозов Казахской ССР[1].

В 1954—1958 годы работал директором совхоза им. М.Маметовой — первого целинного совхоза в Акмолинском районе, в 1959—1961 — заместителем начальника Главного управления по строительству совхозов и машинно-тракторных станций Министерства совхозов Казахской ССР.
Делегат XVIII съезда ВКП(б) (1939). 19 января 1941 года был избран от Татарской АССР депутатом Совета Союза Верховного Совета СССР 1-го созыва (по 1946 год).
В 1961 году вышел на пенсию. Умер 1 мая 1983 года. Похоронен на Центральном кладбище Алматы.

## Награды
- орден Ленина (23.06.1940) — в ознаменование 20-й годовщины образования Татарской Автономной Советской Социалистической Республики, за достижения в развитии промышленности и сельского хозяйства
- два ордена Трудового Красного Знамени (1947, 1957)[1].